# Elisa Victoria
Elisa Victoria Marroquí del Pozo (Sevilla, 1985) es una escritora española.

## Biografía
Elisa Victoria nace en Sevilla en 1985. Estudió Filosofía y Magisterio en Educación Infantil. Ha colaborado en publicaciones como Tentaciones, El Salto, La Nueva Carne, Telva, Verne, Tribus Ocultas, Revista Kiwi, El Estado Mental, Cáñamo, Vice, El Butano Popular o Primera Línea.
En 2016 creó un magazine cultural llamado Ardemag.[cita requerida]
En 2013 publicó Porn &Pains, una serie de microrrelatos sobre la historia de diferentes actrices porno. En 2019 publicó su primera novela, Vozdevieja. En 2021 publica El Evangelio, sobre una profesora que acaba dando clases en un colegio privado católico de Sevilla por no pedir destino tras las prácticas de magisterio. Tras El quicio, novela de 2021 que cuenta con las ilustraciones de Mireia Pérez, en 2023 publica Otaberra, la historia de una joven con una distorsión en la percepción del tiempo que la hace incapaz de  percibir el presente que vive atormentada por la muerte de un amigo ocurrida años atrás.

## Obras

### Relatos
- 2013 - Porn & Pains, Editorial Esto no es Berlín.
- 2018 - La sombra de los pinos, Editorial Esto no es Berlín.

### Novelas
- 2019 - Vozdevieja, Editorial Blackie Books.
- 2021 - El Evangelio, Editorial Blackie Books.
- 2021 - El quicio, Editorial Bruguera
- 2023 - Otaberra, Editorial Blackie Books

### Antologías
- Hijos de Mary Shelley
- Erotismo desviado
- La familia
- Hijos de Sedna
- Frankenstein restaurado
- El Moyanito

### Fanzines
- Una buena barba
- Clift
- Orfidal
- Yo no soy esa
- Diario ultrasecreto de Honey
- Fango